# So I Could Find My Way
«So I Could Find My Way» —Entonces podría encontrar mi camino— es el segundo sencillo de la cantante irlandesa Enya, extraído de su octavo álbum de estudio llamado Dark Sky Island.

## Antecedentes
El estreno del sencillo fue anunciado el 29 de octubre de 2015 por Warner Music Italia. Rápidamente la noticia se expandió hasta ser publicada en la cuenta de Twitter de una conocida web de fanes de la artista, Enya.sk.
Al día siguiente se llevó a cabo el lanzamiento del sencillo por los principales distribuidores en línea como iTunes, Amazon.com y Spotify.
Posteriormente, se publicó un video del tema en la cuenta oficial de Enya en YouTube.

## Controversias
Se ha desarrollado una controversia debido a la publicación de contenido exclusivamente para Estados Unidos. Con esto muchos fanes alrededor del mundo han mostrado su disgusto con esta situación. Estos hechos se iniciaron con la publicación de un videoclip promocional de este tema, el cual posee contenido detallado del tema y otros detalles. La molestia por esta situación se ha desarrollado principalmente en países como Brasil e Italia.
Dos días después se publicó ese mismo contenido de manera internacional, acabando con las especulaciones.

## Nuevo videoclip
El 5 de noviembre se anunció, por medio de Warner Music Italia que, dentro de las siguientes 24 horas a partir del mismo día se publicaría un nuevo videoclip del tema. Al día siguiente 6 de noviembre se publicó el nuevo video.

## Lista de temas
| So I Could Find My Way |                          |          |  |
| N.º                    | Título                   | Duración |  |
| 1.                     | «So I Could Find My Way» | 4:25     |  |
| 4:25                   |                          |          |  |

### Edición física
La edición física se publicó el 8 de noviembre de forma limitada en formato SVCD, contiene dos pistas de audio del tema principal y la canción «Echoes In Rain», además contiene tres videoclips únicamente reproducibles en un reproductor de DVD o computador que son el video oficial del tema, el video con la letra del tema y un video adicional con la letra del tema «Echoes In Rain».
| So I Could Find My Way |                                          |          |  |
| N.º                    | Título                                   | Duración |  |
| 1.                     | «So I Could Find My Way»                 | 4:25     |  |
| 2.                     | «Echoes In Rain»                         | 3:35     |  |
| 3.                     | «So I Could Find My Way (Oficial Video)» | 4:26     |  |
| 4.                     | «So I Could Find My Way (Lyric Video)»   | 4:25     |  |
| 5.                     | «Echoes In Rain (Lyric Video)»           | 3:36     |  |
| 20:27                  |                                          |          |  |

## Observaciones
Hay quienes suponían que este tema sería prontamente estrenado, como sencillo o no, ya que muchos se sintieron intrigados al ver que en iTunes agregaron la información de la duración del tema.